# Nolan Gould
Nolan Gould (Nueva York, 28 de octubre de 1998) es un actor estadounidense conocido por su papel de Luke Dunphy en la sitcom de ABC Modern Family.

## Carrera
Gould comenzó su carrera a la edad de tres años realizando anuncios publicitarios. Hoy en día, entre películas recientes se le puede ver en Ghoul (basada en la novela de Brian Keene) y "Space Buddies". Dentro de sus trabajos en televisión se puede ver en los créditos de Eleven Hour y "Sweet Nothing in my Ear". Es también una de las estrellas de la serie televisiva Modern Family, en la que ha ganado un premio del Screen Actors Guild al Mejor Reparto en la categoría de "mejor Serie Televisiva de Humor" con el resto del reparto de la serie. En 2009, apareció en anuncios para The Hartford. 

## Filmografía
| Año                 | Título                 | Rol                    | Notas |
| ------------------- | ---------------------- | ---------------------- | ----- |
| 2007                | The McPassion          | Hijo en el restaurante |       |
| 2007                | Waiting Room           | Niño salvaje           |       |
| 2007                | Sunny & Share Love You | Jason                  |       |
| 2008                | Montana                | Johnny                 |       |
| 2009                | Space Buddies          | Sam                    |       |
| 2009                | Hysteria               | Niño                   |       |
| 2011                | Friends with Benefits  | Sammy                  |       |
| 2012                | Ghoul                  | Timmy Graco            |       |
| 2013                |                        |                        |       |
| Field of Lost Shoes |                        | Posproducción          |       |
| 2013                | The To Do List         | El niño de la piscina  |       |

| Año       | Título                         | Rol                | Notas                          |
| --------- | ------------------------------ | ------------------ | ------------------------------ |
| 2007      | America's Most Wanted          | Paul Jackson joven |                                |
| 2007      | Out of Jimmy's Head            | Jimmy joven        | 2 episodios                    |
| 2008      | Sweet Nothing in My Ear        | Mark Scott         |                                |
| 2008      | Eleventh Hour                  | John Warner        |                                |
| 2008      | Disney's Really Short Report   | Él mismo           | Entrevista sobre Space Buddies |
| 2009      | Access Hollywood               | Él mismo           |                                |
| 2009—2020 | Modern Family                  | Luke Dunphy        | Actor principal                |
| 2010      | Good Luck Charlie              | Alexander          | Episodio "Sleepless in Denver" |
| 2010      | R.L. Stine's The Haunting Hour | Jack               | 1 episodio                     |
| 2011      | Ghoul                          | Timmy Graco        | Película para TV               |
| 2012      | Doc McStuffins                 | Little Jack        |                                |
| 2013      | Nick News with Linda Ellerbee  | Él mismo           | Invitado                       |
| 2014      | Whose Line is it Anyway?       | Él mismo           | Invitado                       |

| Año  | Título         | Rol                          | Artista                         |
| ---- | -------------- | ---------------------------- | ------------------------------- |
| 2017 | 1-800-273-8255 | Amigo/Novio del protagonista | Logic con Alessia Cara y Khalid |

## Premios y nominaciones
| Premios del Sindicato de Actores | Premios del Sindicato de Actores | Premios del Sindicato de Actores | Premios del Sindicato de Actores |
| Año                              | Categoría                        | Trabajo Nominado                 | Resultado                        |
| -------------------------------- | -------------------------------- | -------------------------------- | -------------------------------- |
| 2010                             | Mejor reparto - Serie de Comedia | Modern Family                    | Nominado                         |
| 2011                             | Mejor reparto - Serie de Comedia | Modern Family                    | Ganador                          |
| 2012                             | Mejor reparto - Serie de Comedia | Modern Family                    | Ganador                          |
| 2013                             | Mejor reparto - Serie de Comedia | Modern Family                    | Ganador                          |
| 2014                             | Mejor reparto - Serie de Comedia | Modern Family                    | Ganador                          |
| 2015                             | Mejor reparto - Serie de Comedia | Modern Family                    | Nominado                         |
| 2016                             | Mejor reparto - Serie de Comedia | Modern Family                    | Nominado                         |